# 前田利好
前田 利好（まえだ としよし）は、安土桃山時代から江戸時代初期にかけての武将、前田家（加賀藩）の家臣。

## 生涯
永禄8年（1565年）、前田家の家臣・前田安勝の子として誕生する。父・安勝は主君・前田利家の兄にあたり、その親任は厚く七尾城代となり、支城・小丸山城に在城して能登国を支配した。天正12年（1584年）の越中国の佐々成政の能登侵攻の時、佐々軍の拠る鹿島郡の荒山城を安勝、利好父子で攻略して末森城の戦いでの勝利に貢献している。文禄3年（1594年）5月、父・安勝が死去すると跡を継ぎ、小丸山城主および七尾城代となる。
慶長15年（1610年）、死去。名跡と役職は前田利家の三男・知好が継いだ。